# Adriaen van de Venne

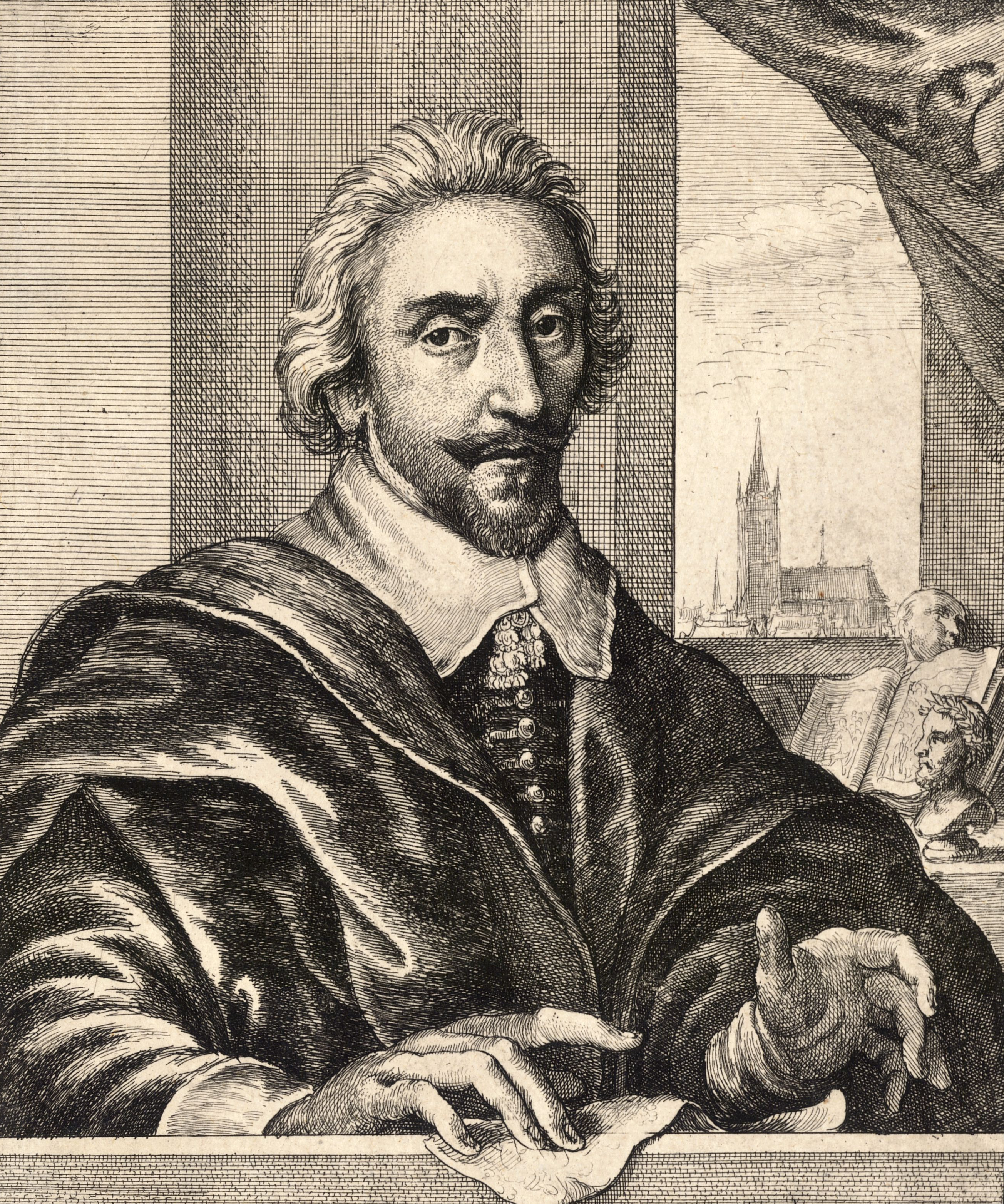
Porträtt av Adriaen van de Venne från Wenceslaus Hollar

Adriaen Pietersz van de Venne, född 1587 eller 1589 i Delft, död 1662 i Haag, var en nederländsk konstnär.
Adriaen van de Venne tog tidigt intryck från Jan Brueghel den äldre. Han var verksam i Leiden, därefter i Middelburg omkring 1614-25 och därefter i Haag. Som humorist och satiriker var han föregångare till Jan Steen. Van de Venne var även verksam som författare, och illustrerade andras och egnas verk, bland annat Jacob Cats'. Van de Venne målade landskapsmålningar, bibliska och mytologiska motiv, politiska och religiösa satirer, allegorier, genremotiv och porträtt. van de Venne är representerad vid bland annat Göteborgs konstmuseum och Nationalmuseum.
Han är släkt med både Aert Pietersen van de Venne och Pieter van de Venne.